# 瓦斯潘
瓦斯潘（西班牙語：Waspán），是尼加拉瓜的城鎮，位於該國東北部，由北大西洋自治區負責管轄，始建於1956年8月9日，面積9,342平方公里，海拔高度29米，2005年人口47,231，人口密度每平方公里5.06人。
14°44′N 83°58′W / 14.733°N 83.967°W